# Penny Singleton
Penny Singleton (ur. 15 września 1908 w Filadelfii, zm. 12 listopada 2003 w Sherman Oaks) – amerykańska aktorka filmowa i telewizyjna.

## Filmografia
Seriale
- 1950: Pulitzer Prize Playhouse
- 1952: Death Valley Days jako Maggie Franklin
- 1984: Napisała: Morderstwo jako Ciocia Mildred

Filmy
- 1930: Love in the Rough jako Virgie
- 1941: Go West, Young Lady jako Belinda 'Bill' Pendergast
- 1946: Młoda wdowa jako Peg Martin
- 1964: Ten najlepszy jako Pani Claypoole (sceny usunięte)

## Wyróżnienia
Posiada dwie gwiazdy na Hollywoodzkiej Alei Gwiazd.